# Cegléd–Szeged-vasútvonal
A Cegléd–Szeged-vasútvonal a MÁV 140-es számú, részben kétvágányú 25 kV 50 Hz-cel villamosított vasúti fővonala a Dél-Alföldön. A Kiskunságot észak-déli irányban átszelve jelentős belföldi forgalmat bonyolít le. Határátkelő híján nemzetközi vonatok csak rendkívüli esetben, kerülő úton közlekednek erre.

## Története
A Cegléd–Szeged–Temesvár vonal tervei már 1847-ben elkészültek. A vasút első, Cegléd–Kiskunfélegyháza szakasza 1853. szeptember 3-ra lett kész, a Szegedig tartó szakaszt 1854. március 4-én adták át. Az állami vonalat 1855-ben eladták a nevével ellentétben magánvasúti Államvasút-Társaságnak. A cég a birtokába került vasutakért, erdőkért, bányákért 200 millió frankot fizetett, az állam a vasutakra 5,2%-os jövedelmet garantált. A vonalat Cegléd és Kiskunfélegyháza között 1980-ban, Szegedig 1982-ben villamosították. Városföld és Kiskunfélegyháza között 2005-ben megépítették a második vágányt is.
Tervben van a Kiskunfélegyháza–Szeged-Rendező szakasz pályasebességének emelése 160 km/h sebességre és bizonyos szakaszok kétvágányúvá történő fejlesztése.

## A pálya
A 13 km hosszú Városföld–Kiskunfélegyháza közötti állomásköz kétvágányú szakaszának kivételével egyvágányú a pálya. (Itt a második vágány 2005-ben épült meg. Eredetileg Kecskemétig tervezték kiépíteni. A régin maradt a 100 km/h engedélyezett sebesség.) A második vágány helye Ceglédtől Szegedig végig megvan, a kecskeméti elkerülőút felüljáróit pedig úgy építették, hogy a jövőben elférjen. Azonban pénzhiány miatt még nem épült meg, csak a már említett rövid szakaszon. Régebben a vasútvonal folytatódott Temesvár felé (illetve Szőregnél leágazó vonal indult Makó felé), viszont ez a kapcsolat ma már nem létezik az 1920-as trianoni határmódosítás és a szegedi vasúti Tisza-híd 1944-es felrobbantása miatt. Cegléd és Kiskunfélegyháza fontos elágazó állomások.
2003-2008 között vonali és állomási felújításokat végeztek 15,2 milliárd forint értékben. A rehabilitációs munkák keretében korszerű UIC 60 felépítmény épült Cegléd–Kiskunfélegyháza állomások között a nyíltvonali szakaszokon és az állomások átmenő fővágányain. 2011 áprilisában megépült a kecskeméti Mercedes-gyár iparvágánya, amelynek nyíltvonali kiágazása ("Mercedes elágazás") a 2003-ban megszűnt Kiskunfélegyházi út megállóhely helyén létesült Kecskemét és Városföld állomások között.
| Kezdőpont        | Végpont          | Hossz [km] | Sebesség [km/h] |
| ---------------- | ---------------- | ---------- | --------------- |
| Cegléd           | Kiskunfélegyháza | 58         | 120             |
| Kiskunfélegyháza | Szeged           | 60         | 100             |

A pályán a megengedett legnagyobb tengelyterhelés 210 kN.

## Forgalom

### Személyforgalom
Az 1990-es években a hagyományos gyorsvonatok mellett megjelentek az első BDVmot és BVhmot motorvonatból kiállított InterCity vonatok, de ezeket leváltották a hagyományos IC kocsik. A gyorsvonatok közül néhány Bmx kocsikból állt. Ezek az ütemes menetrend bevezetéséig eléggé rendszertelenül közlekedtek. Két vonat közt 2-3 óra is eltelhetett.
A vonalon 2006 óta ütemes menetrend van érvényben, óránként közlekednek Budapest–Szeged viszonylatban egyesített InterCity+gyorsvonatok (Az országban először egyedülálló módon intercity kocsik mellé - helyjegy nélkül igénybe vehető - gyorsvonati kocsikat sorolnak egy szerelvénybe. Ezt az összeállítást a köznyelv tréfásan „öszvérnek”, "vegyesvonatnak", hibrid-IC-nek, illetve „hibridvonatnak” nevezi. Csak a nyári szezonban a Balaton déli partján közlekedő gyorsvonatok kocsi-összeállítása hasonló). 2008-ban a budapesti Nyugati pályaudvarról Szegedre reggel indult az egyetlen olyan személyvonat, amely mindenhol megállt. A 2019-es menetrendváltástól új vonatnemet vezettek be a vonalon Televonat néven. A vonatok csak tanévben vasárnaponként közlekednek kizárólag Stadler FLIRT motorvonatokból kiállítva.
Napjainkban Cegléd és Kecskemét között egy pár reggeli személyvonat kivételével csak az „hibrid-IC-k” járnak többnyire MÁV V43-as mozdonyokkal Napfény InterCity néven. Kecskemét és Kiskunfélegyháza között az IC mellett a Délkör InterRégió közlekedik még, amely Félegyháza után Kiskunhalas felé halad tovább Ez a szerelvény 2009-ben V43 + két személykocsi volt, 2009 decemberétől azonban már MÁV 6341 sorozatú orosz motorkocsi. Szeged és Kiskunfélegyháza között egyelőre megmaradtak a személyvonatok, szintén V43 mozdonyokkal jártak, de most már Bzmot és MÁV 6341 sorozat fordul elő ezekben a személyvonatokban. 2022. október 1-jétől az InterCity vonatok nevei, egységesen, a Napfény nevet viselik, és a vonatban már megtalálható a bisztrószakasz, valamint a prémium fülke is.
2025 nyarán egyes Napfény InterCity vonatok helyett Alföld Expressz néven Stadler KISS villamos motorvonatok közlekednek. 

### Teherforgalom
Korábban a vonal teherforgalmának zömét a szegedi gyárak (pl. DÉLÉP-házgyár, ruhagyár) adták, ám a szegedi ipar rendszerváltozás utáni átalakulásával a vonal jelentősége nagyot csökkent. A rendszerváltás után nyílt meg a kiskundorozsmai állomáson a RoLa terminál, amely a vasútvonal számára komoly teherforgalmat jelentett. Ennek működése azonban 2012-ben megszűnt. Rendszeresek az Algyő melletti olajipari létesítmények számára szénhidrogén-szállítást végző tehervonatok. A 2000-es évek közepe óta a Dél-Alföldi régió nagy közlekedési fejlesztéseihez ezen a vasútvonalon szállították az építőanyagot, így például közúti építőanyagot az M5-ös, M43-as és 47-es utak építéséhez, illetve vasútépítési anyagokat a szegedi villamoshálózat felújításához. 
A vonal felső szakasza számára további forgalmat generál a 2012-től kezdve egyre jobban kiépülő, napi több vonatot fogadó/indító kecskeméti Mercedes autógyár. 

## Járatok
2022-2023-as menetrend adatait tartalmazza.
| Vonat                 | Útvonal                                                                | Megjegyzés                                       |
| Személyvonatok        | Személyvonatok                                                         | Személyvonatok                                   |
| --------------------- | ---------------------------------------------------------------------- | ------------------------------------------------ |
| S20                   | Budapest-Nyugati–Cegléd–Kecskemét – Szeged                             | Pénteken meg szombaton, 1 darab                  |
| S225                  | Szolnok–Cegléd–Kecskemét                                               | Munkanapokon 10 pár                              |
| személy               | Kiskunfélegyháza–Szeged                                                | Napi 4 pár (Munkanapokon plusz 1 Szeged felé)    |
| személy               | Kiskunfélegyháza–Csengele                                              | Napi 1 pár (munkanapokon plusz 1 Csengele felől) |
| személy               | Cegléd ➔ Kecskemét                                                     | Munkanapokon 1 darab Kecskemét felé              |
| személy               | Budapest-Nyugati–Kecskemét                                             | Naponta 1 Kecskemét felé és 3 Budapest felé      |
| IR 7800-7896          | Kecskemét–Kiskunfélegyháza–Kiskunhalas                                 | 2 óránként                                       |
| InterCity vonatok     |                                                                        |                                                  |
| IC 700-737 Napfény    | Budapest-Nyugati–Cegléd–Kecskemét–Kiskunfélegyháza–Szeged              | Óránként                                         |
| Expresszvonatok       |                                                                        |                                                  |
| Ex 1786/1787 Aranyhíd | Balatonszentgyörgy–Siófok–Székesfehérvár–Kőbánya-Kispest–Cegléd–Szeged | Nyáron napi 1 pár                                |
| Gyorsvonatok          |                                                                        |                                                  |
| 17008                 | Budapest-Nyugati ➔ Cegléd ➔ Kecskemét ➔ Kiskunfélegyháza ➔ Szeged      | Augusztus 20-án késő este Szeged felé            |

## Képek

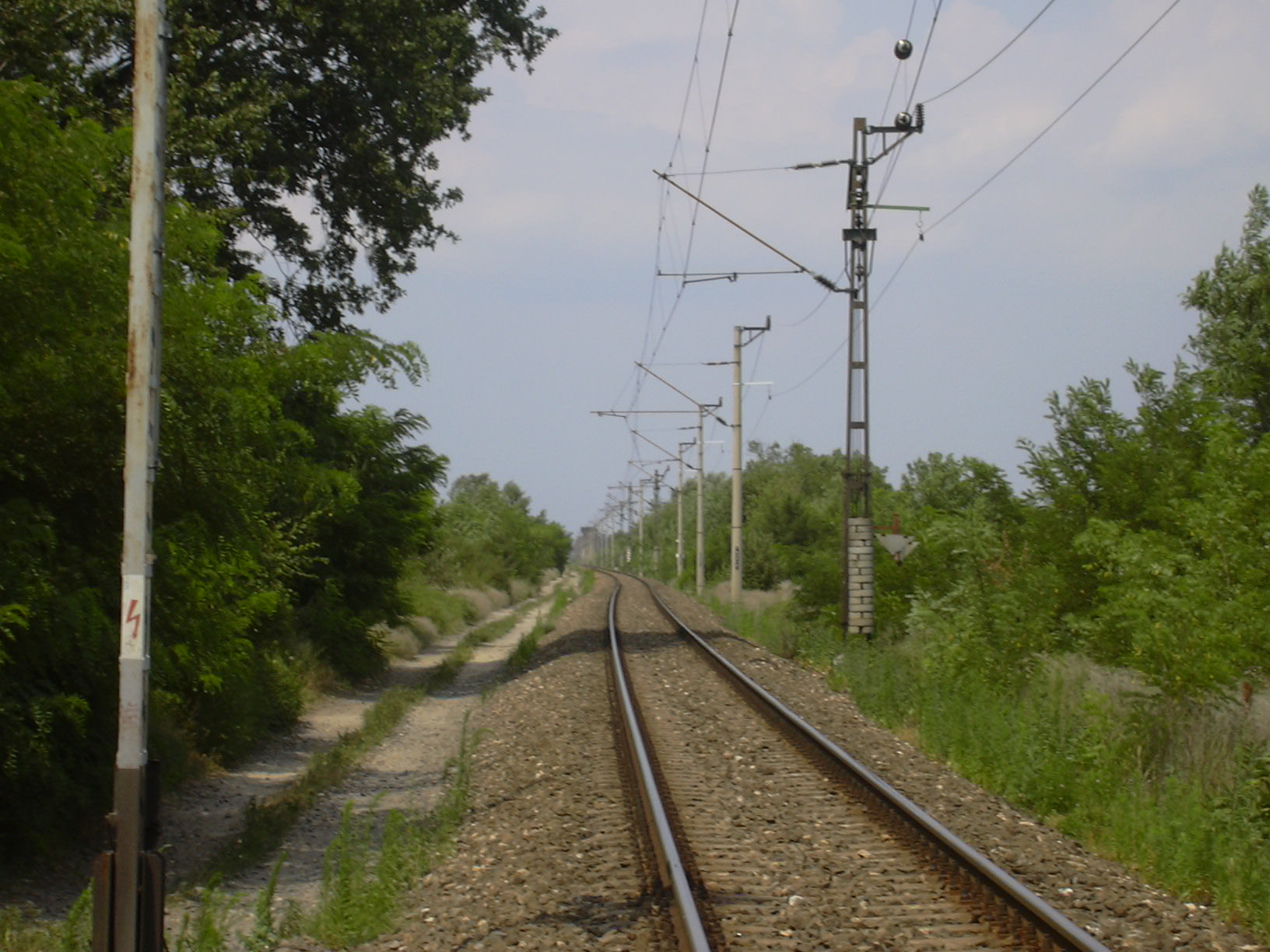
A vasútvonal részlete Katonatelep közelében
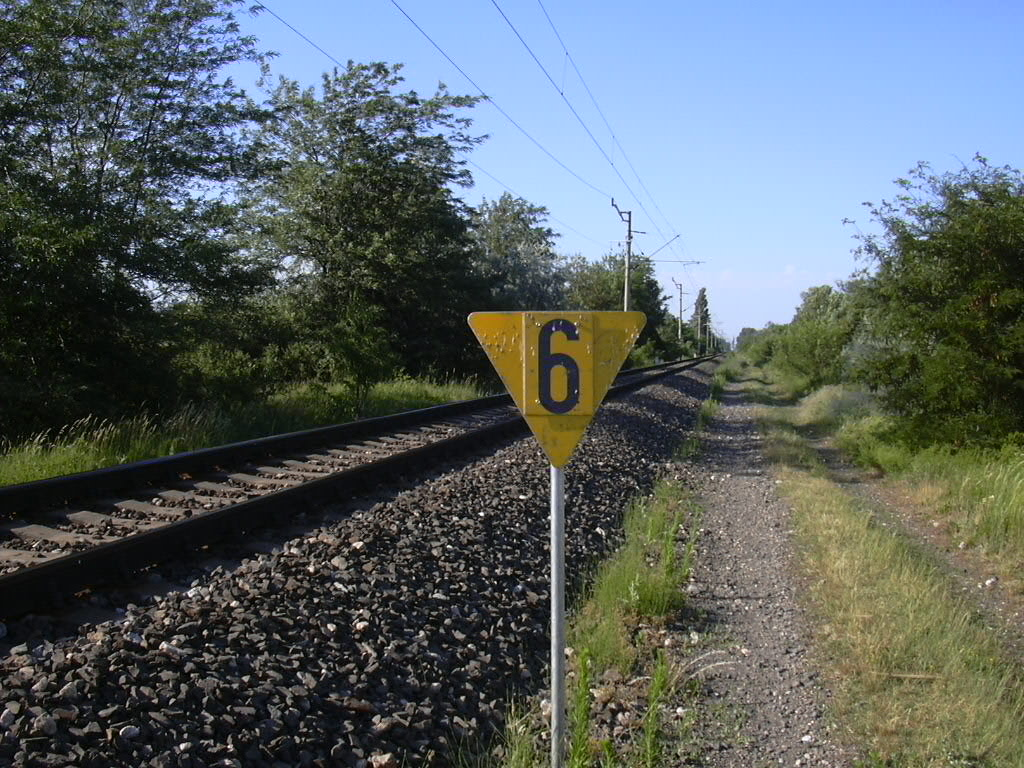
A felújítás előtt egy lassújel tábla a nyílt vonalon
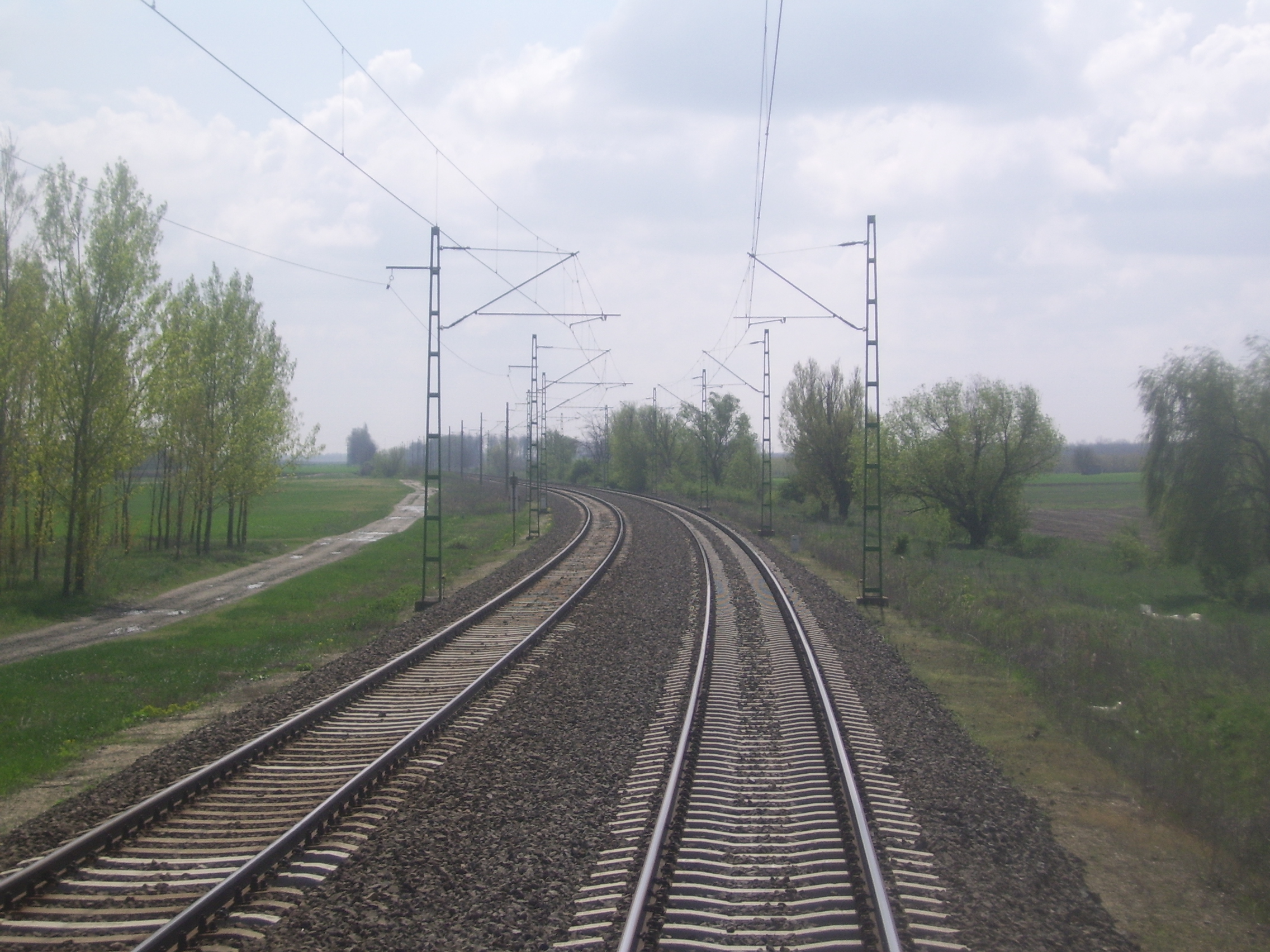
Ív Kunszállás közelében
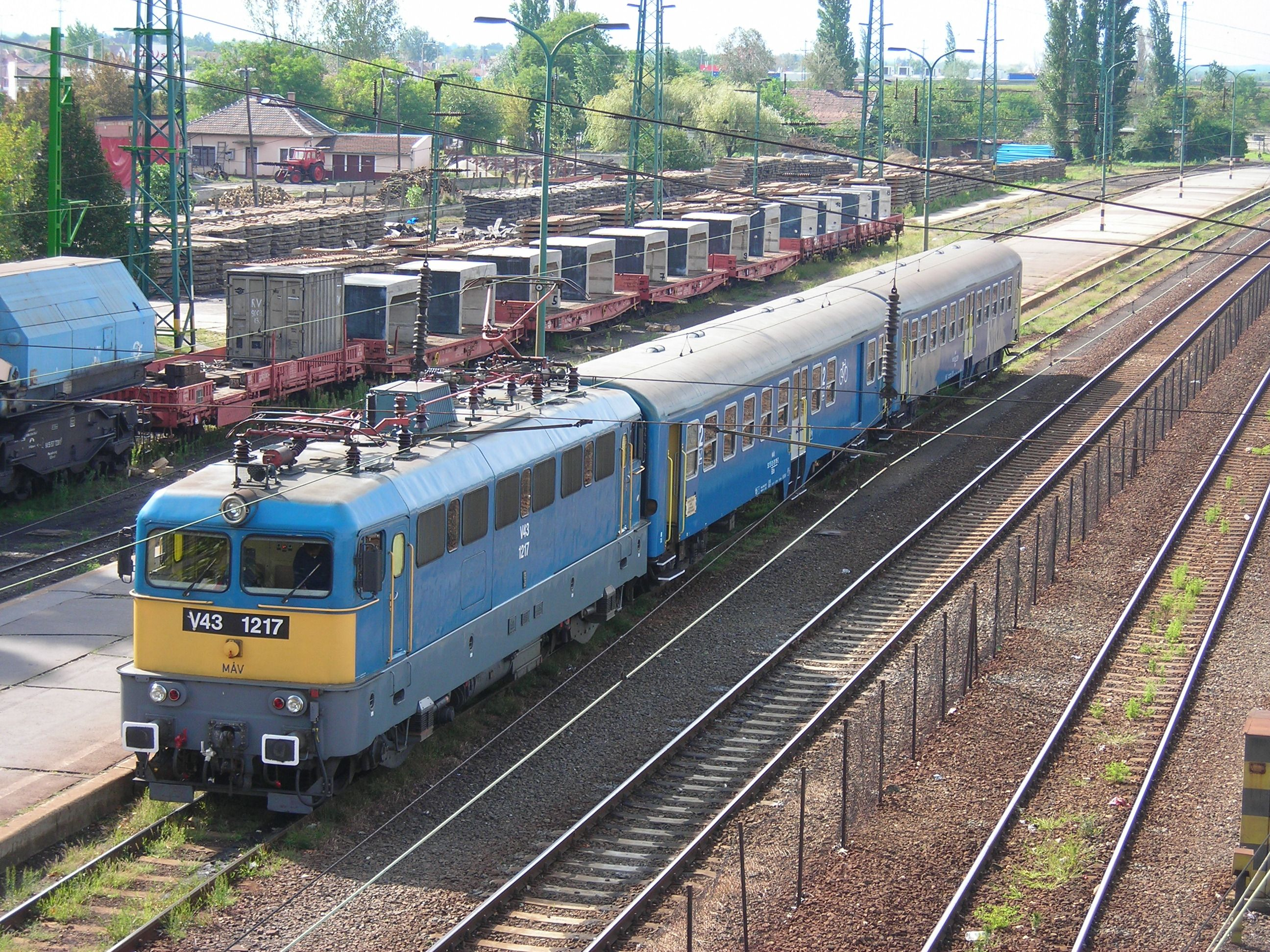
Személyvonat Cegléd állomáson
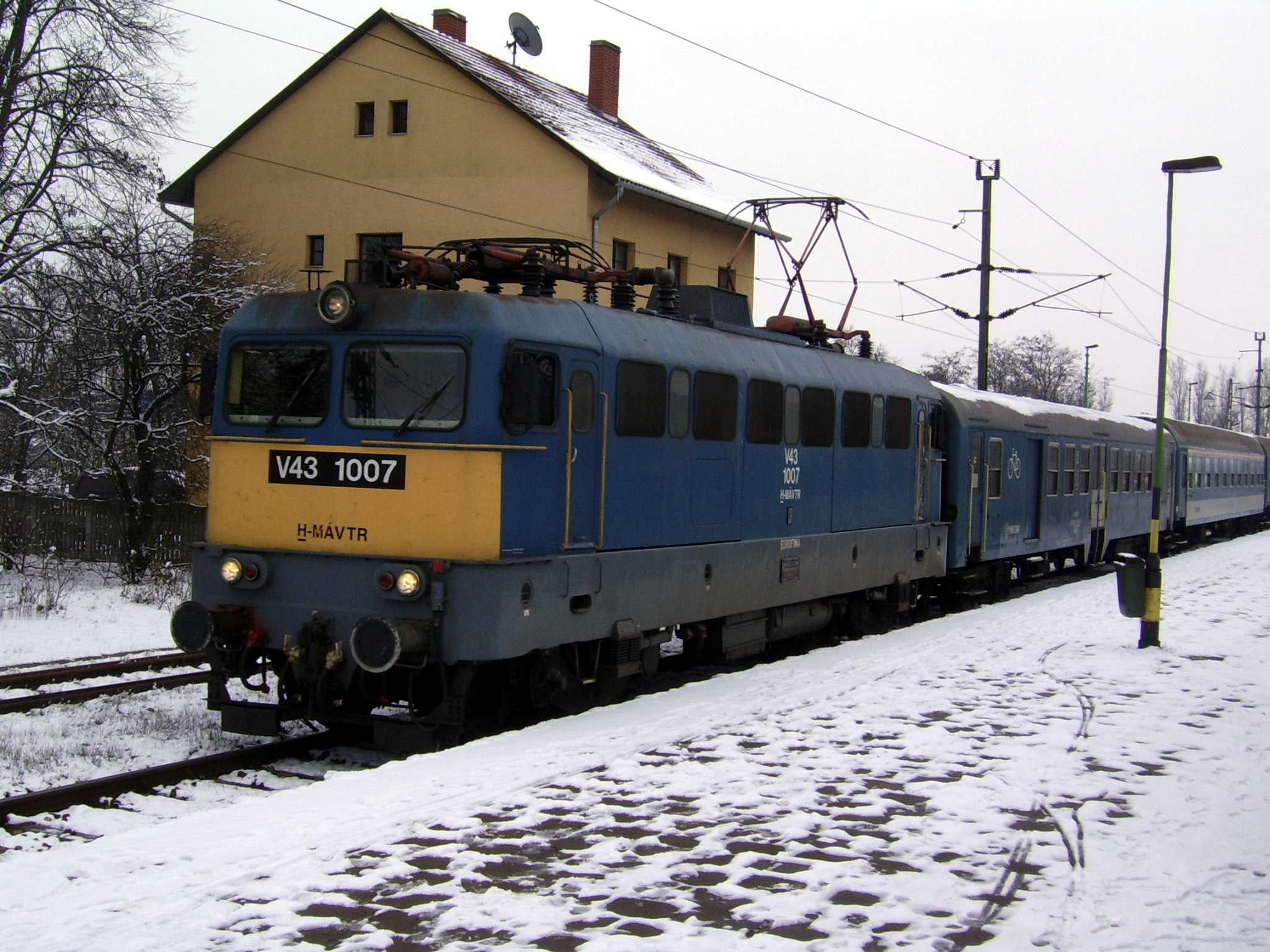
Expresszvonat Kistelek vasútállomáson
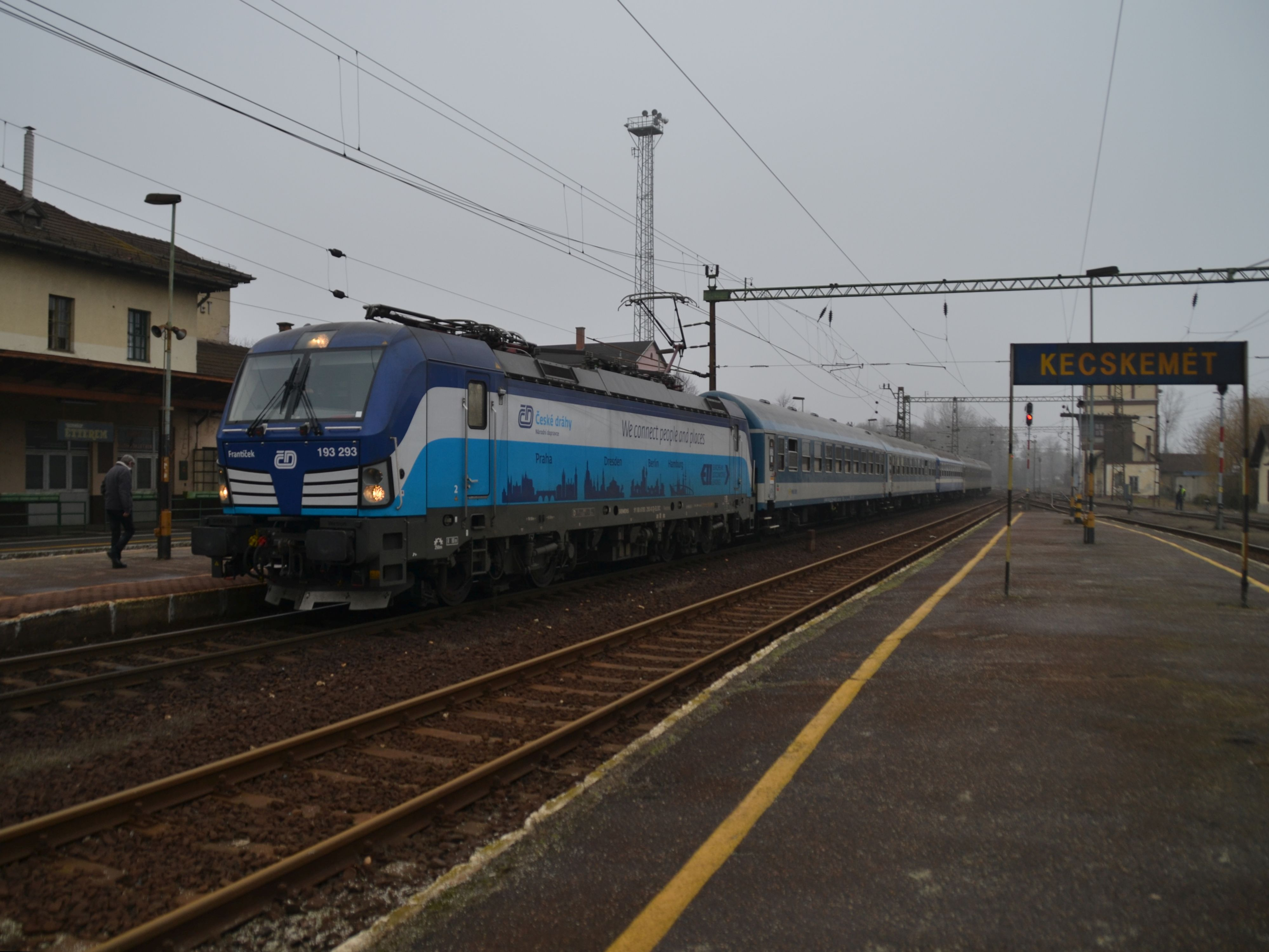
Siemens Vectron villamosmozdony Kecskeméten

## Állomások galériája

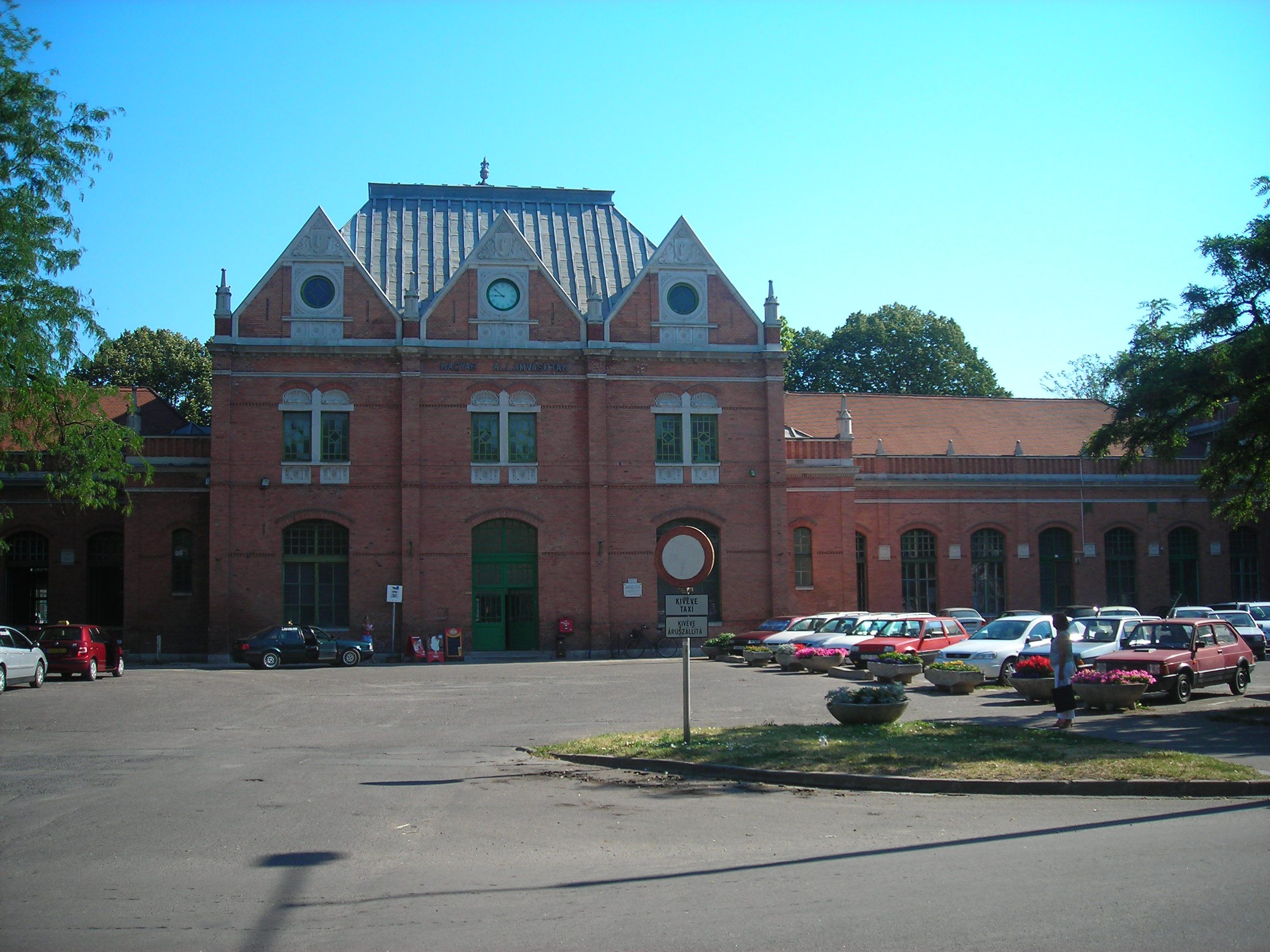
A 140-es vonal kezdőpontja Cegléd állomás
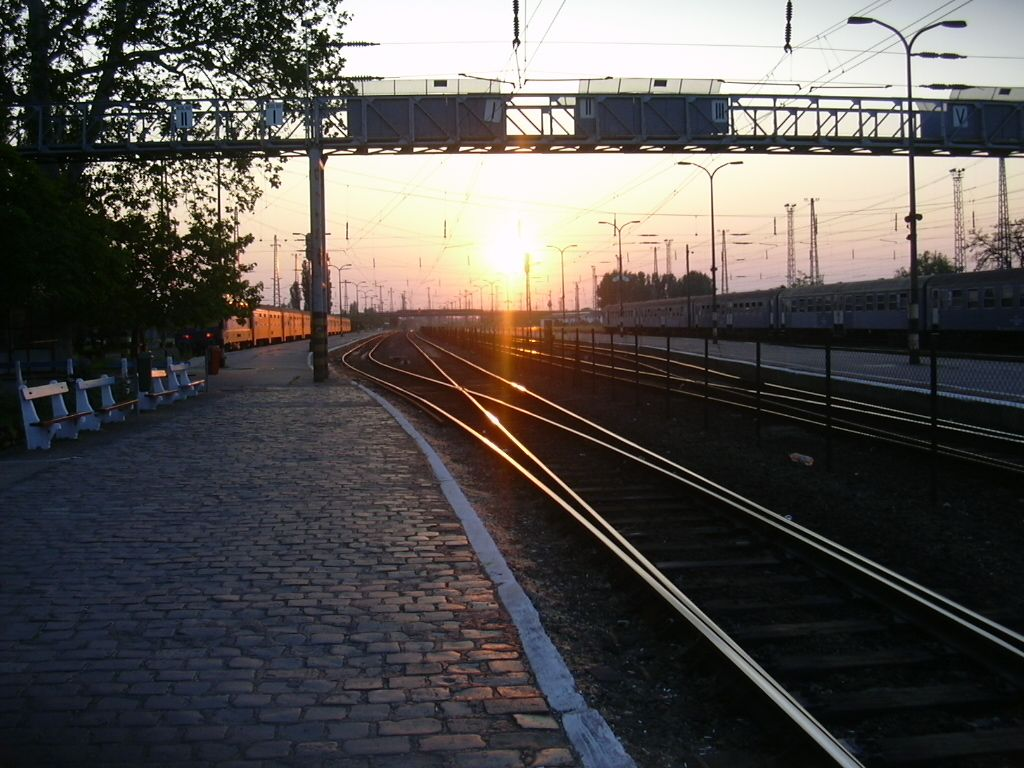
Cegléd állomás az átépítés előtt
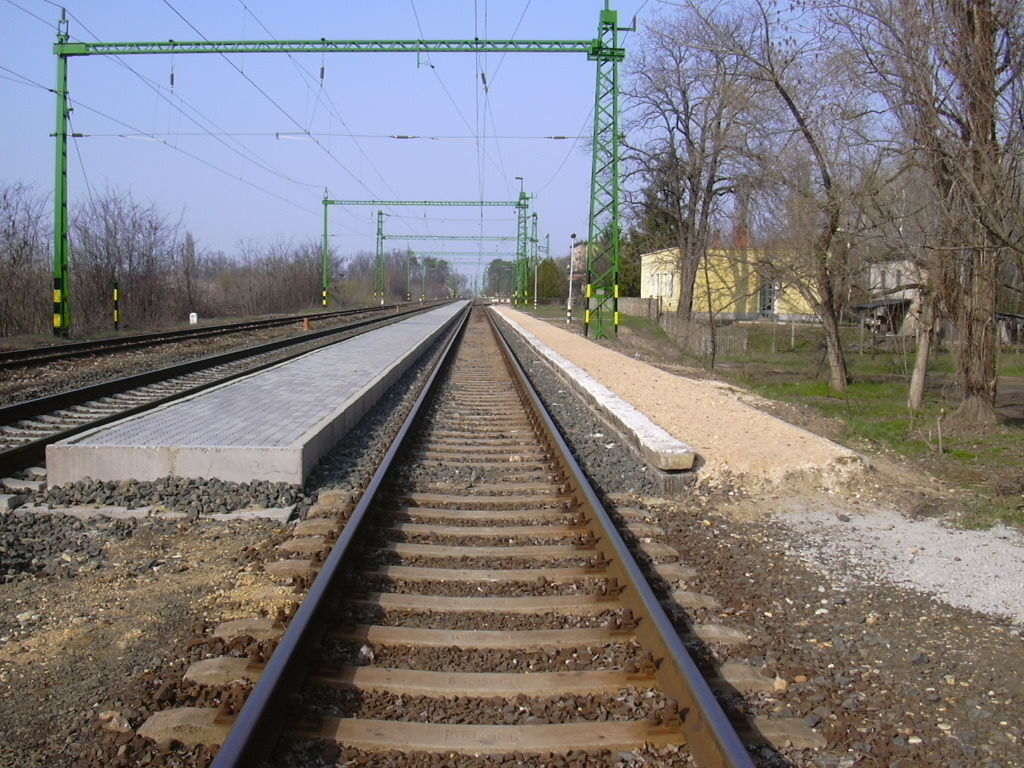
Katonatelep állomás (Téli kép)
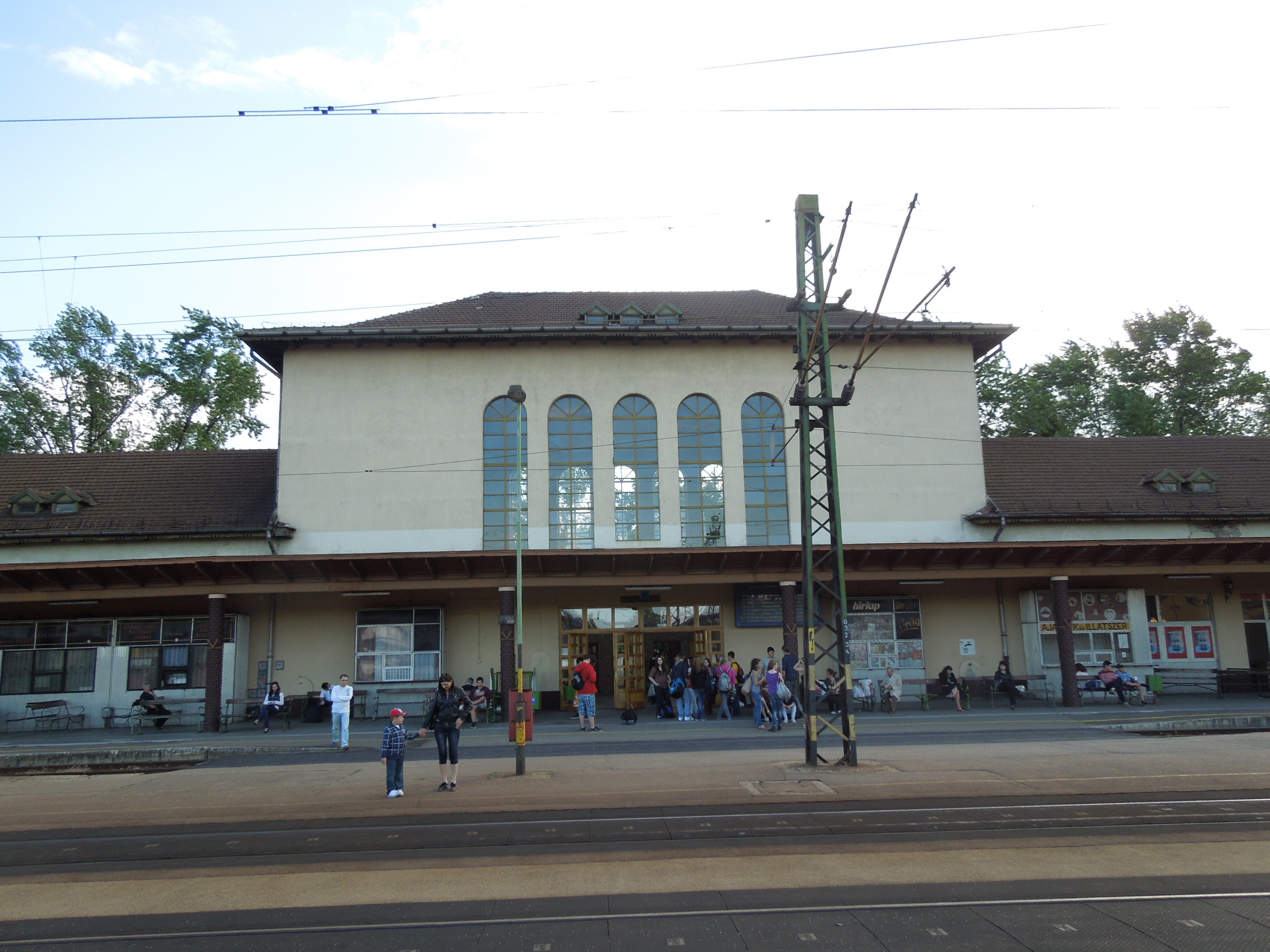
Kecskemét vasútállomás
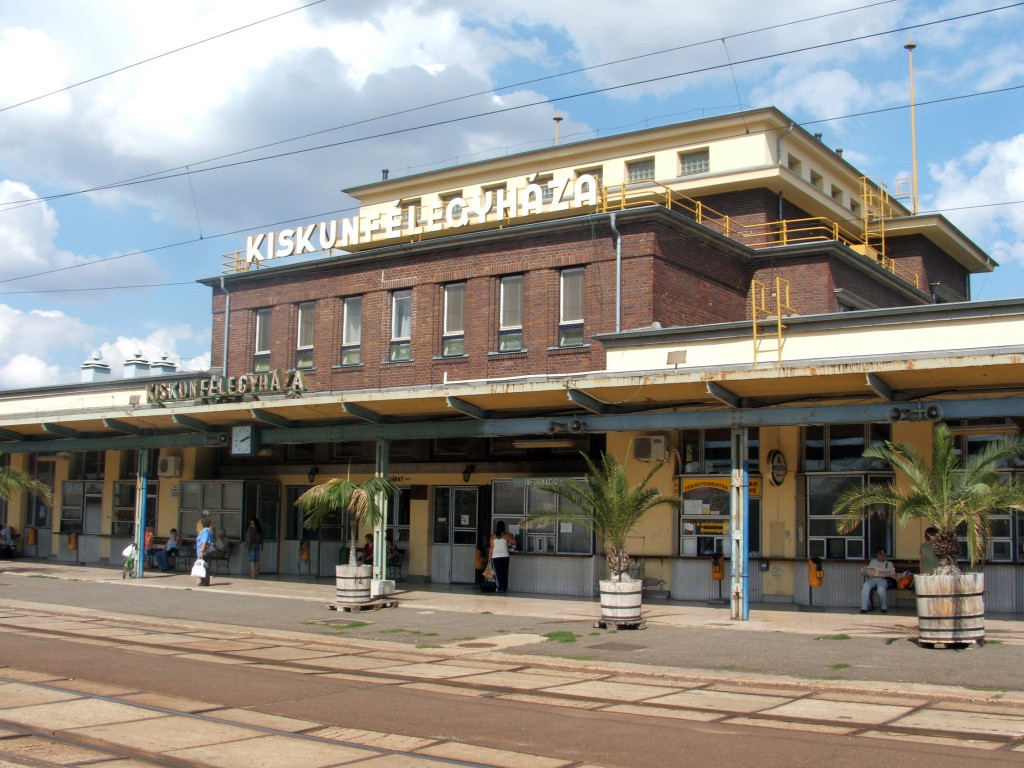
Kiskunfélegyháza állomás
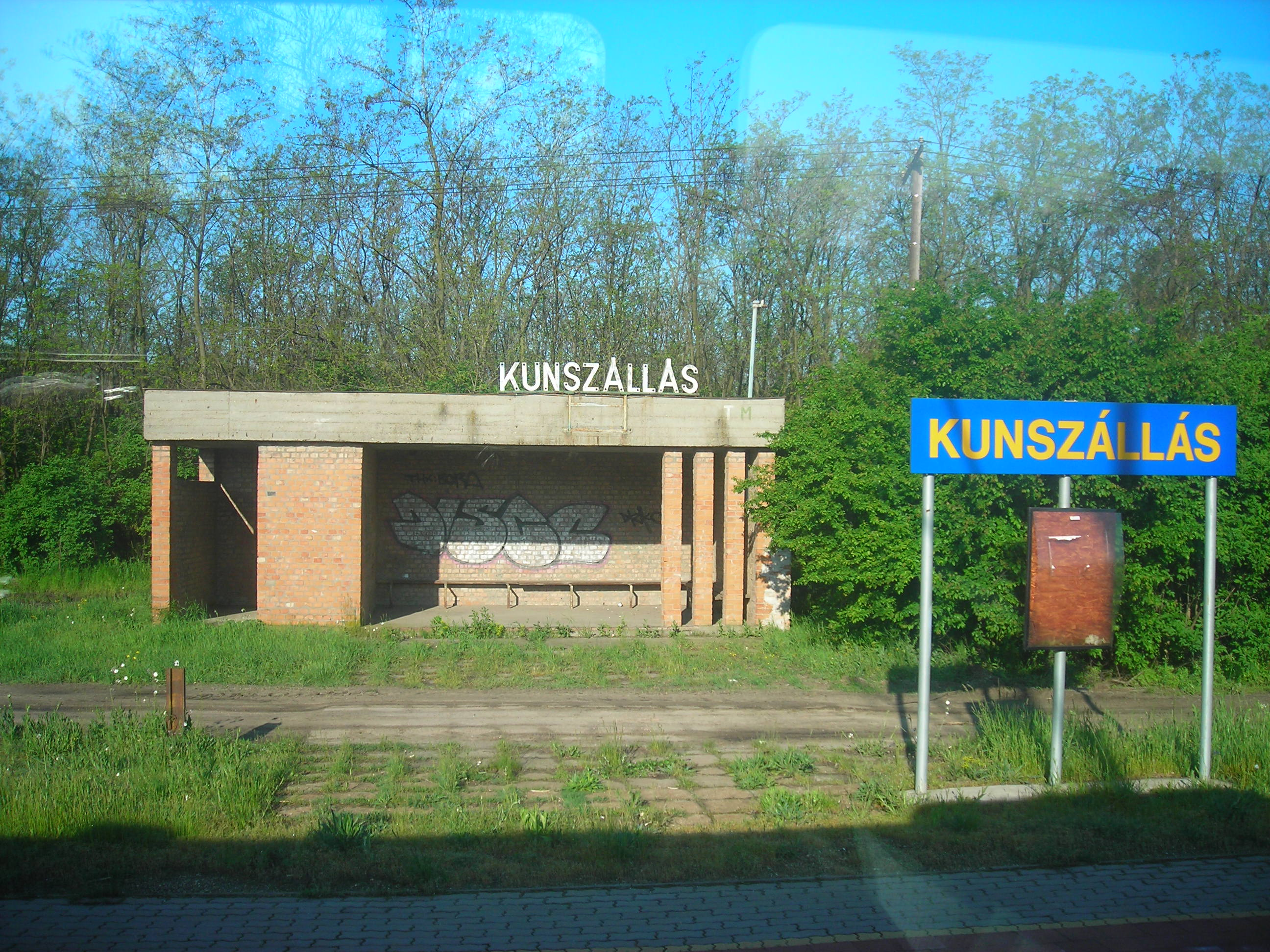
Kunszállás megállóhely
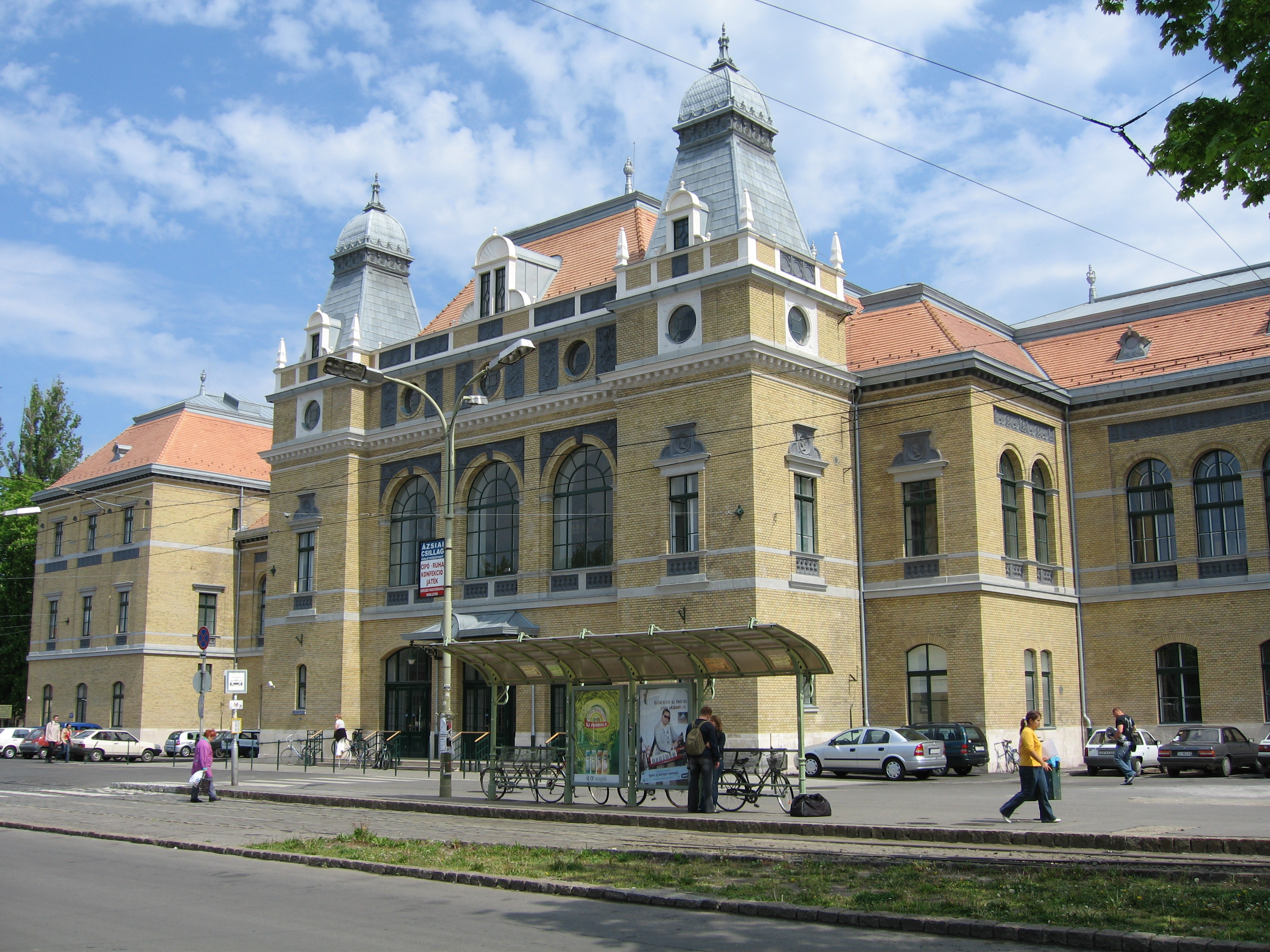
A vonal vége, Szeged állomás

## Balesetek
A dorozsmai vasúti baleset a 20. század elejének egyik jelentős magyarországi vasúti balesete. 1907. április 12-én az Orsováról Budapestre tartó vonat kocsijai Szeged északi határában, Dorozsmán egy kitérőn áthaladva kisiklottak. A 4 áldozattal járó baleset okát a szakemberek nem tudták megnyugtatóan tisztázni.

## Érdekességek
- A pálya alépítménye végig kétvágányúnak épült, azonban a második vágány nem készült el sohasem. Közkeletű hiedelem, miszerint egyes vasútvonalainkon a második vágányt elbontották volna az első világháború után a trianoni békeszerződés kitételeként, mivel a békeszerződés ilyet nem írt elő.[15]
- Kétszer is előfordult, 1868. november 14-én és 1868. december 8-án, hogy betyárok felszedték a síneket Félegyháza és Szeged között, megpróbálva kirabolni a vonatot. Nem jártak sikerrel.
- A vasútvonal bejárható virtuálisan a Microsoft Train Simulator játékkal is, ha letöltjük az Alföld nevű magyar kiegészítőt hozzá.[16][17]